# Steven Adler
Steven Adler (Cleveland (Ohio), 22 januari 1965) is een Amerikaans drummer.
Hij werd vooral bekend met zijn drumwerk voor de Amerikaanse hardrockformatie Guns N' Roses. Hij werkte onder andere mee aan de albums Appetite for Destruction en G N' R Lies. Adler was echter ernstig verslaafd, wat hem in 1990 de kop kostte als drummer. Axl Rose wilde immers schoon schip houden in de band, en Adler was de enige die zich er niet kon toe brengen af te kicken. Hij werd dan ook ontslagen. Hij drumt nog op welgeteld één nummer van de Use Your Illusion-albums, namelijk Civil War. Volgens Axl Rose moest dat nummer wel 60 keer worden opgenomen, omdat Adler zo erg onder de invloed was in de studio.
Ook na zijn ontslag slaagde Steven er niet in de drugs te laten voor wat ze waren, en hij takelde dan ook snel af. Dit kwam tot een dieptepunt met een beroerte waardoor zijn spraak onherroepelijk werd aangetast. Na enkele rechtszaken tegen Axl Rose omwille van meningsverschillen omtrent royalty's, kickte Adler dan toch af en startte hij de band Adler's Appetite, die vooral Guns N' Roses-covers speelde. In 2006 geraakte Adler echter weer aan de drugs, en Adler's Appetite splitte in het midden van een tournee, waarna Adler die voortzette door samen met Guns N' Roses-coverbands te spelen.
In november 2008 heeft Steven Adler aangegeven dat hij, mits hij afkickt, terug wil keren naar Guns N' Roses.
- Bibliothèque nationale de France: cb16578393w (data)
- Gemeinsame Normdatei: 110060121X
- International Standard Name Identifier: 0000 0000 7907 0650
- Library of Congress Control Number: n2010025147
- MusicBrainz: dbf295d7-8e29-44db-b2f7-6eb1e40e4c8e
- Nationale Bibliotheek van Tsjechië: ola2002152050
- Nederlandse Thesaurus van Auteursnamen: 074257188
- Istituto Centrale per il Catalogo Unico: DDSV066453
- Système universitaire de documentation: 160600642
- Virtual International Authority File: 84964489
- WorldCat: E39PBJd8fmc383ffqgJHGh4yVC